# Burgsinn
Burgsinn là một đô thị ở huyện Main-Spessart district in the Regierungsbezirk Lower Franconia (Unterfranken) bang Bayern, Đức và là thủ phủ của Verwaltungsgemeinschaft (Cộng đồng hành chính) Burgsinn.